# Saison 2024-2025 du Biarritz olympique Pays basque
Cette page présente la saison 2024-2025 du Biarritz olympique Pays basque en Pro D2, qui est la cent neuvième saison de l'histoire du club. C'est la première saison de la nouvelle direction arrivée en mai 2024 sous la houlette de Shaun Hegarty (président du conseil de surveillance) et Arnaud Dubois (président du directoire, remplacé par Cyril Arrosteguy en mai 2025) ; l'équipe évolue sous les directives d'un nouveau staff emmené par James Coughlan (directeur sportif) et Boris Bouhraoua (entraîneur en chef).

## Avant-saison

### Transferts estivaux
Dix joueurs prolongent leur contrat : Simon Augry, Imanol Biscay, Zakaria El Fakir, Baptiste Fariscot, Ekain Imaz Agirre, Adrian Motoc, Giorgi Nutsubidze, Pierre Pagès, Ilian Perraux et Killian Taofifénua.

#### Arrivées groupe professionnel
- Alexandre Plantier, pilier (Stade aurillacois)[3]
- Nodari Shengelia, pilier (Stade aurillacois)[4]
- Solomone Tukuafu, pilier (Waikato)[5]
- Yohan Beheregaray, pilier (ASM Clermont)[6]
- Clément Martinez, talonneur (SU Agen)[7]
- Piula Faasalele, deuxième ligne (Stade toulousain)[8]
- Masivesi Dakuwaqa, troisième ligne (Montpellier HR)
- Cornell du Preez, troisième ligne (RC Toulon)[9]
- Jessy Jegerlehner, troisième ligne (Provence Rugby)[10]
- Filimo Taofifénua, troisième ligne (Oyonnax Rugby)[11]
- Thomas Dolhagaray, demi d'ouverture (Aviron bayonnais)[12]
- Enzo Selponi, demi d'ouverture (Provence Rugby)[10]
- Edgar Retière, demi d'ouverture (Rouen NR)
- Mathieu Acebes, ailier (USA Perpignan)[10]
- Arthur Bonneval, ailier (CA Brive)[13]
- Bastien Guillemin, ailier (US Montauban)[14]
- Kylian Jaminet, arrière (USO Nevers)[15]

#### Départs groupe professionnel
- Mohamed Haouas, pilier (Montpellier HR)[16]
- Guy Millar, pilier (arrêt)
- Alfie Petch, pilier (Gloucester Rugby)[17]
- Lasha Tabidze, pilier (SO Chambéry)
- Kevin Tougne, pilier (SC Albi)
- Thomas Sauveterre, talonneur (Provence Rugby)[18]
- Bastien Soury, talonneur (FC Grenoble)[19]
- Johan Aliouat, deuxième ligne
- Pieter Jansen van Vuren, deuxième ligne (Cheetahs)
- Charlie Francoz, troisième ligne
- Tornike Jalagonia, troisième ligne (Provence Rugby)[20]
- Temo Matiu, troisième ligne (Union Bordeaux Bègles)[21]
- Dave O'Callaghan, troisième ligne (arrêt)
- Antoine Domercq, demi de mêlée (RC Bassin d'Arcachon)
- Christopher Hilsenbeck, demi d'ouverture (Saint-Jean-de-Luz olympique)
- Billy Searle, demi d'ouverture (SU Agen)[22]
- Vincent Martin, centre (arrêt)[23]
- Yohann Artru, ailier (arrêt)
- Joe Jonas, arrière (Stade français)[24]
- Romain Lonca, arrière (arrêt)

#### Arrivées Espoirs
- Giorgi Dzmanashvili, pilier (ASM Clermont)
- Valerio Lamon, pilier (Stade niçois)
- Damien Moizant, pilier (Section paloise)
- Nikoloz Narmania, pilier (US Carcassonne)
- Bruno Vagni, pilier (Les Abelles)
- Solomon Ibeoba, deuxième ligne (CAU Valencia)
- Yoni Tuataane, troisième ligne (ASM Clermont)
- Hugo Goyenech, demi d'ouverture (Aviron bayonnais)
- Martino Pucciariello, demi d'ouverture (CUS Milano)
- Nathan Van de Ven, centre (Aviron bayonnais)
- Nicolas Elissondo, ailier (Aviron bayonnais)

#### Départs Espoirs
- Léo Carella, talonneur (Saint-Jean-de-Luz Olympique)
- Sohan Dealle Facquez, deuxième ligne (Aviron bayonnais)
- Youssouf Soucouna, deuxième ligne (Montpellier HR)
- Tiaan Jacobs, troisième ligne (Union Bordeaux Bègles)[21]
- Gabriel Elissalde, demi de mêlée (Section paloise)
- Eliès Tochon, demi de mêlée (CA Brive)

### Transferts en cours de saison
Levi Douglas est recruté en tant que joker médical de Johnny Dyer, victime d'une rupture du tendon d'Achille, en septembre 2024.
Simon Augry, après avoir participé au premier match contre Valence Romans, s'engage finalement au RC Vannes en Top 14.
Le troisième ligne de l'Aviron bayonnais Aitor Hourcade rejoint le club en prêt jusqu'à la fin de la saison à partir de novembre 2024.
Masivesi Dakuwaqa est licencié en février 2025 après avoir agressé son coéquipier Pierre Pagès et rejoint le CA Périgueux en mars.

### Préparation de la saison
L'effectif reprend l'entraînement le 3 juillet 2024. Deux matchs amicaux sont organisés contre l'US Dax (victoire 33 à 5) et l'Aviron bayonnais (défaite 5-42).

## Saison régulière
Le 16 décembre 2024, la Ligue nationale de rugby annonce retirer 5 points au classement au Biarritz olympique en raison de « retards et de non-communication à la commission de contrôle de l'autorité de régulation d'informations ». Le club fait appel de la décision et récupère finalement 4 points en janvier 2025.
| - Biarritz olympique - Valence Romans 23 - 21 - AS Béziers - Biarritz olympique 19 - 23 - Biarritz olympique - Oyonnax Rugby 19 - 13 - US Montauban - Biarritz olympique 29 - 26 - Biarritz olympique - FC Grenoble 35 - 15 - CA Brive - Biarritz olympique 31 - 13 - Biarritz olympique - SU Agen 30 - 26 - Soyaux Angoulême - Biarritz olympique 33 - 22 - Biarritz olympique - USO Nevers 43 - 14 - Stade montois - Biarritz olympique 33 - 15 - Biarritz olympique - Provence Rugby 25 - 0 - Biarritz olympique - Stade aurillacois 23 - 6 - US Dax - Biarritz olympique 26 - 20 - Biarritz olympique - Stade niçois 16 - 0 - Colomiers rugby - Biarritz olympique 29 - 20 - Biarritz olympique - Soyaux Angoulême 10 - 25 - SU Agen - Biarritz olympique 39 - 26 - FC Grenoble - Biarritz olympique 33 - 17 - Biarritz olympique - Stade montois 0 - 27 - Valence Romans - Biarritz olympique 28 - 27 - Biarritz olympique - CA Brive 20 - 24 - Oyonnax Rugby - Biarritz olympique 29 - 36 - Biarritz olympique - US Dax 34 - 33 - Stade aurillacois - Biarritz olympique 34 - 31 - Biarritz olympique - US Montauban 26 - 23 - Stade niçois - Biarritz olympique 42 - 41 - USO Nevers - Biarritz olympique 35 - 15 - Biarritz olympique - AS Béziers 33 - 17 - Provence Rugby - Biarritz olympique 46 - 14 - Biarritz olympique - Colomiers Rugby 35 - 27 |

### Détail des matchs officiels de Pro D2 - Première phase
| Rang | Club                | J  | V  | N | D  | Bo | Bd | Pm  | Pe  | Diff | Pts |
| ---- | ------------------- | -- | -- | - | -- | -- | -- | --- | --- | ---- | --- |
| 1    | FC Grenoble         | 30 | 21 | 0 | 9  | 11 | 3  | 987 | 677 | +310 | 98  |
| 2    | CA Brive            | 30 | 20 | 0 | 10 | 10 | 4  | 764 | 615 | +149 | 94  |
| 3    | Colomiers Rugby     | 30 | 18 | 1 | 11 | 7  | 5  | 926 | 778 | +148 | 86  |
| 4    | Provence Rugby      | 30 | 17 | 1 | 12 | 7  | 5  | 818 | 722 | +96  | 82  |
| 5    | Soyaux Angoulême XV | 30 | 17 | 2 | 11 | 6  | 2  | 761 | 727 | +34  | 80  |
| 6    | US Montauban        | 30 | 17 | 0 | 13 | 4  | 5  | 781 | 762 | +19  | 77  |
| 7    | AS Béziers          | 30 | 16 | 0 | 14 | 7  | 6  | 769 | 695 | +74  | 77  |
| 8    | Valence Romans DR   | 30 | 13 | 0 | 17 | 4  | 8  | 840 | 782 | +58  | 64  |
| 9    | Biarritz olympique  | 30 | 14 | 0 | 16 | 4  | 5  | 718 | 757 | -39  | 64¹ |
| 10   | USO Nevers          | 30 | 14 | 0 | 16 | 3  | 3  | 706 | 857 | -151 | 62  |
| 11   | US Dax              | 30 | 13 | 1 | 16 | 3  | 4  | 634 | 745 | -111 | 61  |
| 12   | Oyonnax Rugby R     | 30 | 12 | 1 | 17 | 6  | 5  | 749 | 716 | +33  | 61  |
| 13   | Stade montois       | 30 | 13 | 0 | 17 | 3  | 5  | 768 | 838 | -70  | 60  |
| 14   | SU Agen             | 30 | 12 | 0 | 18 | 3  | 8  | 699 | 727 | -28  | 59  |
| 15   | Stade aurillacois   | 30 | 13 | 0 | 17 | 2  | 3  | 700 | 873 | -173 | 57  |
| 16   | Stade niçois P      | 30 | 7  | 0 | 23 | 1  | 6  | 592 | 941 | -349 | 35  |

Phase finale, promotion en Top 14 2025-2026
- 1er et 2e : demi-finales
- 3e à 6e : barrages

Relégation en Nationale 2025-2026
- 15e : match d'accession
- 16e : relégation

Abréviations
- R : Relégué de Top 14
- P : Promu de Nationale

Attribution des points : victoire sur tapis vert : 5, victoire : 4, match nul : 2, défaite : 0, forfait : -2 ; plus les bonus (offensif : 3 essais de plus que l'adversaire ; défensif : défaite par 5 points d'écart ou moins; les deux bonus peuvent se cumuler).
Règles de classement : 1. points terrain (bonus compris) ; 2. points terrain obtenus dans les matchs entre équipes concernées ; 3. différence de points sur l'ensemble des matchs ; 4. différence de points dans les matchs entre équipes concernées ; 5. différence entre essais marqués et concédés dans les matchs entre équipes concernées ; 6. nombre de points marqués sur l'ensemble des matchs ; 7. différence entre essais marqués et concédés ; 8. nombre de forfaits n'ayant pas entraîné de forfait général ; 9. place la saison précédente.

## Joueurs et encadrement technique

### Encadrement technique
Sébastien Buada (arrières), Rémi Bonfils et Jérôme Filitoga-Taofifénua (avants) entraînent l'équipe sous la houlette de l'entraîneur en chef Boris Bouhraoua et du directeur sportif James Coughlan.

### Effectif

#### Capitaine
Sept joueurs sont désignés par le staff pour assumer le rôle de capitaine au cours de la saison : Thomas Hébert, Steeve Barry, Yann David, Ilian Perraux, Mathieu Acebes, Piula Faasalele et Yohan Beheregaray.

#### Effectif professionnel
| Nom                 | Poste            | Date de naissance  | Nationalité sportive | Sélections (PM) | Club précédent    | Arrivée au club | Fin de contrat                  | Formé au club | JIFF |
| ------------------- | ---------------- | ------------------ | -------------------- | --------------- | ----------------- | --------------- | ------------------------------- | ------------- | ---- |
| Zakaria El Fakir    | Pilier           | 29 janvier 1997    | France               | -               | SU Agen           | 2021            | 2027                            | -             | oui  |
| Giorgi Nutsubidze   | Pilier           | 11 novembre 1998   | Géorgie              | -               | Lelo Saracens     | 2018            | 2026                            | -             | -    |
| Alexandre Plantier  | Pilier           | 19 décembre 1991   | France               | -               | Stade aurillacois | 2024            | 2027                            | -             | oui  |
| Killian Taofifénua  | Pilier           | 20 juillet 2000    | France               | -               | USA Perpignan     | 2022            | 2024                            | -             | oui  |
| Solomone Tukuafu    | Pilier           | 13 septembre 1996  | Nouvelle-Zélande     | -               | Waikato           | 2024            | 2026                            | -             | -    |
| Yohan Beheregaray   | Talonneur        | 29 mai 1996        | France               | -               | ASM Clermont      | 2024            | 2027                            | -             | oui  |
| Brendan Lebrun      | Talonneur        | 10 mai 1993        | France               | -               | Castres olympique | 2023            | 2025                            | -             | oui  |
| Clément Martinez    | Talonneur        | 14 mars 1996       | France               | -               | SU Agen           | 2024            | 2026                            | -             | oui  |
| Luteru Tolai        | Talonneur        | 1er juin 1998      | Samoa                | 3 (0)           | Moana Pasifika    | 2023            | 2025                            | -             | -    |
| Levi Douglas        | Deuxième ligne   | 1er septembre 1995 | Angleterre           | -               | Urayasu D-Rocks   | 2024            | 2025                            | -             | -    |
| Johnny Dyer         | Deuxième ligne   | 6 avril 1992       | Fidji                | 4 (10)          | Racing 92         | 2020            | 2024                            | -             | -    |
| Piula Faasalele     | Deuxième ligne   | 22 janvier 1988    | Samoa                | 21 (10)         | Stade toulousain  | 2024            | 2025                            | -             | -    |
| Adrian Moțoc        | Deuxième ligne   | 11 juillet 1996    | Roumanie             | 22 (0)          | Stade aurillacois | 2022            | 2026                            | -             | oui  |
| Nafi Ma'afu         | Deuxième ligne   | 18 juin 1998       | États-Unis           | -               | USA Perpignan     | 2022            | 2025                            | -             | oui  |
| Charlie Matthews    | Deuxième ligne   | 23 juin 1991       | Angleterre           | -               | Harlequins        | 2023            | 2025                            | -             | -    |
| Simon Augry         | Troisième ligne  | 22 août 1997       | France               | -               | US Montauban      | 2022            | 2026 (départ en septembre 2024) | -             | oui  |
| Masivesi Dakuwaqa   | Troisième ligne  | 14 février 1994    | Fidji                | 3 (0)           | Montpellier HR    | 2024            | 2026                            | -             | -    |
| Cornell du Preez    | Troisième ligne  | 23 mars 1991       | Écosse               | 9 (0)           | RC Toulon         | 2024            | 2026                            | -             | -    |
| Thomas Hébert       | Troisième ligne  | 18 février 2000    | France               | -               | Stade toulousain  | 2021            | 2026                            |               | oui  |
| Aitor Hourcade      | Troisième ligne  | 13 février 2001    | France               | -               | Aviron bayonnais  | 2024            | 2025                            |               | oui  |
| Jessy Jegerlehner   | Troisième ligne  | 25 juillet 1997    | France               | -               | Provence Rugby    | 2024            | 2026                            | -             | oui  |
| Filimo Taofifénua   | Troisième ligne  | 15 octobre 1993    | France               | -               | Oyonnax rugby     | 2024            | 2026                            | -             | oui  |
| Kerman Aurrekoetxea | Demi de mêlée    | 4 mai 2000         | Espagne              | -               | El Salvador Rugby | 2019            | 2025                            | -             | oui  |
| Pierre Pagès        | Demi de mêlée    | 16 mai 1990        | France               | -               | US Carcassonne    | 2023            | 2025                            | -             | oui  |
| Thomas Dolhagaray   | Demi d'ouverture | 21 mai 2000        | France               | -               | Aviron bayonnais  | 2024            | 2027                            | -             | oui  |
| Enzo Selponi        | Demi d'ouverture | 16 juin 1993       | France               | -               | Provence Rugby    | 2024            | 2026                            | -             | oui  |
| Yann David          | Centre           | 15 avril 1988      | France               | 4 (0)           | Aviron bayonnais  | 2023            | 2025                            | -             | oui  |
| Tyler Morgan        | Centre           | 11 septembre 1995  | Pays de Galles       | 5 (5)           | Scarlets          | 2022            | 2025                            | -             | -    |
| Jonathan Joseph     | Centre           | 21 août 1991       | Angleterre           | 54 (85)         | Bath Rugby        | 2023            | 2025                            | -             | -    |
| Ilian Perraux       | Centre           | 4 avril 1992       | France               | -               | Soyaux-Angoulême  | 2018            | 2026                            | -             | oui  |
| François Vergnaud   | Centre           | 8 octobre 1997     | France               | -               | SC Albi           | 2018            | 2025                            | oui           | oui  |
| Mathieu Acebes      | Ailier           | 1er août 1987      | France               | -               | USA Perpignan     | 2024            | 2025                            | oui           | oui  |
| Steeve Barry        | Ailier           | 17 février 1994    | France               | -               | Stade rochelais   | 2019            | 2026                            | -             | oui  |
| Arthur Bonneval     | Ailier           | 31 mai 1995        | France               | -               | CA Brive          | 2024            | 2026                            | -             | oui  |
| Bastien Guillemin   | Ailier           | 22 septembre 1997  | France               | -               | US Montauban      | 2024            | 2026                            | -             | oui  |
| Zach Kibirige       | Ailier           | 28 octobre 1994    | Angleterre           | -               | Western Force     | 2023            | 2025                            | -             | -    |
| Gervais Cordin      | Arrière          | 10 décembre 1998   | France               | -               | RC Toulon         | 2023            | 2025                            | -             | oui  |
| Kylian Jaminet      | Arrière          | 28 décembre 1995   | France               | -               | USO Nevers        | 2024            | 2026                            | -             | oui  |

#### Effectif Espoir
| Nom                 | Poste            | Date de naissance | Nationalité sportive | Sélections (PM) | Club précédent        | Arrivée au club | JIFF |
| ------------------- | ---------------- | ----------------- | -------------------- | --------------- | --------------------- | --------------- | ---- |
| Giorgi Dzmanashvili | Pilier           | 16 juin 2002      | Géorgie              | 1 (0)           | ASM Clermont          | 2024            |      |
| Mehdi Kourdes       | Pilier           | 9 mars 2001       | France               | -               | Union Bordeaux Bègles | 2023            | oui  |
| François Mur        | Pilier           | 5 septembre 2003  | France               | -               | Anglet olympique      | 2023            | oui  |
| Nikoloz Narmania    | Pilier           | 13 septembre 2000 | Géorgie              | -               | US Carcassonne        | 2024            | oui  |
| Nodari Shengelia    | Pilier           | 11 août 2002      | Géorgie              | -               | Stade aurillacois     | 2024            | oui  |
| Ellande Sanderson   | Deuxième ligne   | 12 juillet 2004   | France               | -               | Emak Hor Arcangues    | 2022            | oui  |
| Ekain Imaz Agirre   | Troisième ligne  | 7 décembre 2002   | Espagne              | -               | -                     | 2020            | oui  |
| Yoni Tuataane       | Troisième ligne  | 22 octobre 2003   | France               | -               | ASM Clermont          | 2024            | oui  |
| Imanol Biscay       | Demi de mêlée    | 14 octobre 2001   | France               | -               | -                     | 2022            | oui  |
| Anoa Laurent        | Demi de mêlée    | 18 octobre 2006   | France               | -               | CA Brive              | 2024            | oui  |
| Hugo Goyenech       | Demi d'ouverture | 19 décembre 2004  | France               | -               | Aviron bayonnais      | 2024            | oui  |
| Edgar Retière       | Demi d'ouverture | 29 janvier 2001   | France               | -               | Rouen NR              | 2024            | oui  |
| Robin McClintock    | Centre           | 20 juillet 2001   | France               | -               | Montpellier HR        | 2023            | oui  |
| Carlo Mignot        | Centre           | 16 février 2003   | Brésil               | 2 (0)           | Cobras                | 2022            | oui  |
| Yohan Tapie         | Centre           | 19 août 2004      | France               | -               | -                     | 2023            | oui  |
| Nathan Van de Ven   | Centre           | 24 mars 2003      | France               | -               | Aviron bayonnais      | 2024            | oui  |
| Nicolas Elissondo   | Ailier           | 25 août 2003      | France               | -               | Aviron bayonnais      | 2024            | oui  |
| Baptiste Fariscot   | Ailier           | 15 novembre 2001  | France               | -               | -                     | 2020            | oui  |
| Timothé Le Gall     | Arrière          | 23 avril 2004     | France               | -               | -                     | 2024            | oui  |

L'équipe Espoir remporte le championnat de France Elite 2 en battant le Stade français en finale (34-20) et obtient son accession en Elite.
Composition de l'équipe pour la finale du championnat : Le Gall - Elissondo, Hirschler, Van de Ven, Montet - Goyenech, Beni - Zolezzi, Tuvalu, Nacimiento - Sanderson (cap.), Lemaître - Ebode Nkoa, Soreil, Mur. Remplaçants : Aguerre, Khutuashvili, Elie, Rucci, Laurent, Dubois, Dabbadie, Barret.

### Statistiques individuelles
Joueurs les plus utilisés
- Mathieu Acebes (1979 minutes)
- Zach Kibirige (1664)
- Kylian Jaminet (1624)
- Thomas Dolhagaray (1624)
- Jessy Jegerlehner (1590)

Meilleurs marqueurs
- Zach Kibirige (12 essais)
- Yohan Beheregaray (7)
- Mathieu Acebes (5)
- Yohan Tapie (5)
- Thomas Hébert (5)
- Kylian Jaminet (4)

Meilleurs buteurs
- Thomas Dolhagaray (165 points)
- Edgar Retière (92)
- Kylian Jaminet (46)

Equipe type (en nombre de minutes jouées) : Jaminet - Kibirige, Morgan, Vergnaud, Acebes - Dolhagaray (o), Aurrekoetxea (m) - Hébert, Jegerlehner, Hourcade - Faasalele, Matthews - El Fakir, Beheregaray, Plantier.

### Joueurs en sélection nationale
Luteru Tolai dispute deux rencontres de Coupe des nations du Pacifique avec les Samoa, qui termine à la troisième place de la compétition : il entre en jeu contre les Tonga (victoire 43-17) et contre les États-Unis (victoire 18-13).
Kerman Aurrekoetxea et Ekain Imaz Agirre sont retenus pour la tournée d'automne dans le groupe de l'équipe d'Espagne. Ils sont titulaires face à l'Uruguay (victoire 33/24, deux essais inscrits par Aurrekoetxea) et entrent en jeu contre les États-Unis (défaite 23-26) ; Imaz Agirre est également titularisé contre les Fidji (défaite 19-33).
Quatre joueurs sont sélectionnés pour disputer l'Europe Championship 2025 :
- Ekain Imaz Agirre et Kerman Aurrekoetxea avec l'Espagne
- Adrian Motoc avec la Roumanie
- Jessy Jegerlehner avec la Suisse

En fin de saison, six joueurs sont retenus par leurs sélections : 
- Ekain Imaz Agirre et Kerman Aurrekoetxea pour la tournée en Amérique du Nord de l'Espagne
- Adrian Motoc avec la Roumanie
- Zakaria El Fakir pour la Rugby Africa Cup avec le Maroc
- Carlo Mignot avec le Brésil pour les qualifications pour la Coupe du Monde 2027
- Solomone Tukuafu pour la Pacific Nations Cup avec les Tonga

## Affluence au stade
Affluence à domicile (Parc des Sports d’Aguiléra)

## Aspects juridiques et économiques
Le club annonce un budget de 9,5 millions d'euros.
La présidence annonce le 17 décembre 2024 un projet de réfection de la pelouse et de construction d'une tribune supplémentaire.

### Organigramme
- directoire : Arnaud Dubois jusqu'au 26 mai 2025 puis Cyril Arrosteguy[74] ;
- conseil de surveillance : Shaun Hegarty (président), Marc Baget (vice-président), Cyril Arosteguy, Laurent Etchebarne, Arnaud Labedan, Arnaud Sehebiade (membres) ; six nouveaux membres rejoignent le conseil de surveillance en mars 2025 : Anthony Louis-Berecochea, Marie-Baptiste Duhart, Jérémy Erlich, Pierre Fraidenraich, Thierry Letailleur et Didier Poulmaire[75] ;
- président de l'association : Serge Blanco ;
- entraîneurs : Boris Bouhraoua (manager), Rémi Bonfils (avants), Jérôme Filitoga-Taofifénua (avants), Sébastien Buada (arrières) ;
- entraîneurs des Espoirs : Yohann Artru (arrières), Elvis Levi (avants), Philippe Bidabé (responsable sportif de l'association) ;
- directeur sportif : James Coughlan ;
- directeur du centre de formation : Sébastien Buada ;
- préparateurs physiques : Antoine Cazot, Frédéric Ourabah ;
- intendants : Christian Floch, Christian Harcot ;
- vidéo : Mathieu Boisrond ;
- médecins : Joan Ascaso (kiné), Anthony Gleize (kiné), Romain Lonca (osthéopathe), Jean-Louis Rebeyrol (médecin), Guillaume Zunzarren (médecin).

En novembre 2024, Flip van der Merwe annonce sa démission du directoire.

### Tenues, équipementiers et sponsors
Le Biarritz olympique est équipé par la marque Macron.